# Xian de Hanshou
Le xian de Hanshou (汉寿县 ; pinyin : Hànshòu Xiàn) est un district administratif de la province du Hunan en Chine. Il est placé sous la juridiction de la ville-préfecture de Changde.

## Démographie
La population du district était de 801 362 habitants en 1999.